# 微笑組合
SMiLE.dk（中譯：微笑組合、微笑姐妹），為來自瑞典的雙人團體，其曲風以歐陸舞曲為主，成立於1998年，而在2005年之前皆十分活跃，直至該年方解散，2008年再度復出，並推出最新專輯《Party Around the World》。
於1998年剛出道時，團體名稱並非現今的「SMiLE.dk」，而是只有前段的SMiLE（中文：微笑），此意味著她們的目標，也就是以淺顯易懂的歌詞與快樂的韻律帶給人們快樂，但當第一張專輯Smile於日本發行時卻發現當時該國已有一個名為SMILE的搖滾樂團，索性在原名後方加上「.dk」。而dk並非代表他們來自丹麥 （丹麥縮寫為DK），而是因為他們的音樂市場位於丹麥。

## 成員
- 維羅尼卡·阿爾姆奎斯特（Veronica Almqvist）：SMiLE.dk的創始成員，也是唯一現任成員。
- 塞西莉婭（Cecilia Reiskog）：2010加入的成員，於2013年退出。
- 漢娜·史塔克西歐（Hanna Stockzell）：2008年加入的成員，於2010年退出。
- 馬琳·柯比（Malin Kernby）：1999年加入，於2008年退出，但在退出後，仍不時給予音效方面的協助。
- 尼娜·寶克絲特（Nina Boquist）：創始成員，自第一張專輯後及於1999年退出。

### 初期
微笑組合過往與現共有4位成員，原先是維羅尼卡與尼娜，維羅尼卡幼時就在福音唱詩班演出，並曾於瑞典一個名為「Look Twice」的樂團擔任主唱，而尼娜早先以藝名Juicy在瑞典推出單曲，兩人在1998年創立「SMiLE」這個組合，尼娜提供維羅尼卡聲音方面協助，但當專輯Smile於1998年發行後不久，1999年時尼娜為了追求自己的獨唱事業而離開了微笑組合，取而代之的是維羅尼卡的好友馬琳。

### 馬琳加入
馬琳自五歲起即練習歌唱與跳舞，曾為許多瑞典流行音樂家提供背景歌唱，而她自1999年加入組合後與維羅尼卡共同推出了三張專輯，分別是Future Girls、Smile Paradise與Golden Sky。馬琳於2005年成為母親，於2008年時由於個人因素而退出了組合，維羅尼卡的另一位好友漢娜則接替了她的位置。

### 漢娜的來去
漢娜也有著豐富的表演經歷，自六歲起她即於教堂唱詩班演唱。而不單演唱方面，她也是一位作曲家，自2008年組合復出後的新專輯「Party Around the World」即是漢娜在加入微笑組合後首張專輯。該專輯中音效方面也有退出成員馬琳的協助。然而，2009年間，漢娜在臉書與MySpace卻逐漸的缺席。2010年4月24日，維羅尼卡在微笑組合新官網宣佈漢娜的單飛，連帶的介紹了新成員，漢娜也於隔天發表了告別聲明，提及了泡泡糖舞曲是她永不放棄的領域。

### 塞西莉婭的來去及維羅尼卡的永不放棄
繼漢娜的退出後，塞西莉婭立即接下了「微笑女孩」的這個棒子，並與維羅尼卡開始準備2010年的新專輯。然後2013年塞西莉婭也退出微笑組合，維羅尼卡證實後決定不解散，但也不再徵選新成員，以自己一個人來繼續為微笑組合發行單曲和專輯。

## 經歷

### 一鳴驚人
當1998年推出第一張專輯「Smile」時就獲得熱烈迴響，尤其是在日本，導致他們第一首著名單曲「Butterfly」被許多網路資源誤認為是日本流行音樂天后濱崎步的作品，但事實上，在2008年以前濱崎步未曾自撰過帶有英文內容的歌曲。

### 跳舞機界成就
而著名單曲《Butterfly》也是第一首科樂美公司官方授權的勁爆熱舞（DDR）曲子，收錄在勁爆熱舞第一代中，而他們許多單曲也被收錄在百代唱片 「Dancemania合輯」（專門收錄跳舞機舞曲的專輯）中，使他們在跳舞機界聲名大噪。

### 日本迴響
由於微笑組合在日本大受歡迎，所有的專輯幾乎都有在日本發行，而受歡迎的原因不外乎是歌曲的日本式曲風，其中2002年發行的專輯「Golden Sky」更是日本味十足，該專輯在日本版中還包含了額外的單曲「Tokyo」。

## 發行列表

### 單曲
1998年
1. Butterfly
2. Boys
3. Mr. Wonderful
4. Coconut

2000年
1. Doo-Be-Di-Boy
2. Dancing All Alone
3. Kissy Kissy

2002年
1. Golden Sky

2003年
1. Domo Domo Domo

2008年
1. Doki Doki[9]

2009年
1. Butterfly '09 (United Forces Airplay Edit)[10]

2015年
1. Our Little Corner

### 專輯
1. Smile（1998年）
2. Future Girls（2000年）
3. Smile Paradise（2001年）
4. Golden Sky（2002年）
5. Party Around The World（2008年）
6. 大合輯（2010年）
7. Forever(2017年)

### 跳舞機收錄列表
| 歌曲                              | 遊戲                                    | 平台                 | 地區      | 發行時間   |
| --------------------------------- | --------------------------------------- | -------------------- | --------- | ---------- |
| Butterfly                         | 勁爆熱舞                                | 街機                 | 日本      | 1998.11.21 |
| Boys                              | 勁爆熱舞2                               | 街機                 | 日本      | 1999.1.19  |
| Butterfly（Upswing Mix）          | 勁爆熱舞3                               | 街機                 | 日本      | 1999.10.30 |
| Mr. Wonderful                     | 勁爆熱舞3                               | 街機                 | 日本      | 1999.10.30 |
| Boys（Euro Mix）                  | 勁爆熱舞4 Dance Maniax2ndMIX            | 街機                 | 日本      | 2000.7.24  |
| Petit Love                        | 勁爆熱舞4thMIX Plus Dance Maniax 2ndMIX | 街機                 | 日本      | 2000.7.24  |
| Dancing All Alone                 | 勁爆熱舞5                               | 街機                 | 日本      | 2001.3.27  |
| Golden Sky                        | 勁爆熱舞SuperNova                       | 街機                 | 日本      | 2006.7.12  |
| Kissy Kissy                       | Ez2Dancer UK Move Special Edition       | 街機                 | 英國      | 2003.4     |
| Butterfly（Delaction Mix）        | Pop'n Music Carnival (13)               | PS2                  | 日本      | 2006       |
| Doki Doki（Panik Mix）            | 勁爆熱舞宇宙3                           | Xbox 360             | 美國      | 2008.11    |
| Koko Soko                         | 勁爆熱舞X                               | 街機                 | 日本      | 2008.12.24 |
| A Geisha's Dream                  | 勁爆熱舞X                               | 街機/PS2/XBOX KINECT | 日本      | 2009.01.29 |
| A Geisha's Dream（Ruffage remix） | 勁爆熱舞S                               | iPhone OS            | 日本/美國 | 2009.02.25 |

## 來源
1. ↑  .   [2010年6月20日] （英语）.[永久]
2. ↑  .   [2010年6月20日] （英语）.[永久]
3. ↑  .   [2009年9月13日]. （原始内容存档于2009年9月8日） （英语）.
4. ↑  .   [2009年9月13日] （英语）.
5. ↑  （日語） Tsuriya, Takako. . Cawaii. 2007年3月1日, 8 (75): 19, 21.
6. ↑  .   [2009年9月13日] （英语）.
7. ↑  .   [2009年9月13日]. （原始内容存档于2013年5月7日） （英语）.
8. ↑  .   [2009年9月13日] （英语）.
9. ↑  . 2009-01-23  [2009年9月13日]. （原始内容存档于2009年9月28日） （英语）.
10. ↑  . 2009-05-13  [2009年9月13日]. （原始内容存档于2009年9月27日） （英语）.
11. ↑  .   [2009年9月13日]. （原始内容存档于2019年11月28日） （中文）.

## 外部連結
- 微笑組合官方網站 （页面存档备份，存于）
- 微笑組合的Facebook專頁（英文）
- 微笑組合的Instagram帳戶（英文）
- 微笑組合的X（前Twitter）（英文）
- Smile.dk biography, news and discography at Bubblegum Dancer （页面存档备份，存于）（英文）
- Bubblegum Dancer微笑組合簡介（英文）
- 維羅尼卡的MySpace （页面存档备份，存于）（英文）
- 漢娜的MySpace （页面存档备份，存于）（英文）
- 微笑組合歌迷俱樂部（英文）